# Paullinia tetragona
Paullinia tetragona là một loài thực vật có hoa trong họ Bồ hòn. Loài này được Aubl. mô tả khoa học đầu tiên năm 1775.